# Alan Belcher
Alan Belcher (Jonesboro, 24 de abril de 1984) é um lutador norte-americano de artes marciais mistas, atualmente compete no Peso Médio do Ultimate Fighting Championship. Sua estréia no MMA foi no Freestyle Fighting Championship 10 em julho de 2004.

## Ultimate Fighting Championship
Sua estréia no evento foi com derrota para Yushin Okami no UFC 62 por decisão unânime. No UFC Fight Night 7 Belcher nocauteou Jorge Santiago no terceiro round. No UFC 69 mais uma derrota, dessa vez para Kendall Grove por Finalização no segundo round. No UFC 71, Belcher finalizou Sean Salmon.
No UFC 77 aplicou um nocaute técnico em Kalib Starnes no segundo round. No UFC 83 mais um revés dessa vez contra Jason Day, que venceu ainda no primeiro round.
No UFC Fight Night 15 contra Ed Herman, Belcher venceu por decisão dividida. No UFC 93 Belcher finalizou Denis Kang no segundo round, foi considerada a Finalização da Noite. Suas lutas seguintes foram: derrota por decisão para Yoshihiro Akiyama no UFC 100, a luta foi considerada a Luta da Noite, vitória por TKO em Wilson Gouveia no UFC 107, também foi a Luta da Noite, vitória por finalização em Patrick Côté no UFC 113, mais uma vitória por finalização sobre Jason MacDonald no UFC Fight Night 25.
Belcher venceu Rousimar Palhares no UFC on Fox 3: Diaz vs. Miller por Nocaute Técnico. No primeiro round, Belcher acertou algumas cotoveladas e socos até o juiz parar a luta.
Belcher era esperado para enfrentar Vitor Belfort no UFC 153, mais foi obrigado a se retirar devido a uma lesão.
Belcher lutou uma revanche contra Yushin Okami no UFC 155 e perdeu por Decisão Unânime, assim como na primeira luta.

## Cartel no MMA
| Cartel no MMA   |             |            |
| 26 lutas        | 18 vitórias | 8 derrotas |
| Por nocaute     | 9           | 2          |
| Por finalização | 7           | 1          |
| Por decisão     | 2           | 5          |

| Res.    | Cartel | Oponente          | Método                                | Evento                                   | Data       | Round | Tempo | Local                       | Notas                               |
| ------- | ------ | ----------------- | ------------------------------------- | ---------------------------------------- | ---------- | ----- | ----- | --------------------------- | ----------------------------------- |
| Derrota | 18-8   | Michael Bisping   | Decisão Técnica (unânime)             | UFC 159: Jones vs. Sonnen                | 27/04/2013 | 3     | 4:29  | Newark, New Jersey          |                                     |
| Derrota | 18-7   | Yushin Okami      | Decisão (unânime)                     | UFC 155: dos Santos vs. Velasquez II     | 29/12/2012 | 3     | 5:00  | Las Vegas, Nevada           |                                     |
| Vitória | 18–6   | Rousimar Palhares | Nocaute Técnico (socos e cotoveladas) | UFC on Fox 3: Diaz vs. Miller            | 05/05/2012 | 1     | 4:18  | East Rutherford, New Jersey |                                     |
| Vitória | 17–6   | Jason MacDonald   | Finalização (socos)                   | UFC Fight Night: Shields vs. Ellenberger | 17/10/2011 | 1     | 3:48  | New Orleans, Louisiana      |                                     |
| Vitória | 16–6   | Patrick Côté      | Finalização (mata leão)               | UFC 113: Machida vs. Shogun II           | 08/05/2010 | 2     | 3:25  | Montreal, Quebec            | Finalização da Noite.               |
| Vitória | 15–6   | Wilson Gouveia    | Nocaute Técnico (socos)               | UFC 107: Penn vs. Sanchez                | 12/12/2009 | 1     | 3:03  | Memphis, Tennessee          | Peso Casado (195 lb); Luta da Noite |
| Derrota | 14–6   | Yoshihiro Akiyama | Decisão (dividida)                    | UFC 100: Making History                  | 11/07/2009 | 3     | 5:00  | Las Vegas, Nevada           | Luta da Noite                       |
| Vitória | 14–5   | Denis Kang        | Finalização (guilhotina)              | UFC 93: Franklin vs. Henderson           | 17/01/2009 | 2     | 4:36  | Dublin                      | Finalização da Noite                |
| Vitória | 13–5   | Ed Herman         | Decisão (dividida)                    | UFC Fight Night: Diaz vs. Neer           | 17/09/2008 | 3     | 5:00  | Omaha, Nebraska             |                                     |
| Derrota | 12–5   | Jason Day         | Nocaute Técnico (socos)               | UFC 83: Serra vs. St. Pierre II          | 19/04/2008 | 1     | 3:58  | Montreal, Quebec            |                                     |
| Vitória | 12–4   | Kalib Starnes     | Nocaute Técnico (parada médica)       | UFC 77: Hostile Territory                | 20/10/2007 | 2     | 1:39  | Cincinnati, Ohio            |                                     |
| Vitória | 11–4   | Sean Salmon       | Finalização (guilhotina)              | UFC 71: Lidell vs. Jackson               | 26/05/2007 | 1     | 0:53  | Las Vegas, Nevada           | Peso Casado (205 lb)                |
| Derrota | 10–4   | Kendall Grove     | Finalização (d'arce choke)            | UFC 69: Shootout                         | 07/04/2007 | 2     | 4:42  | Houston, Texas              |                                     |
| Vitória | 10–3   | Jorge Santiago    | Nocaute (chute na cabeça)             | UFC Fight Night: Sanchez vs. Riggs       | 13/12/2006 | 3     | 2:45  | San Diego, California       |                                     |
| Derrota | 9–3    | Yushin Okami      | Decisão (unânime)                     | UFC 62: Lidell vs. Sobral                | 26/08/2006 | 3     | 5:00  | Las Vegas, Nevada           |                                     |
| Vitória | 9–2    | Evert Fyeet       | Finalização (toe hold)                | WEF: Orleans Arena                       | 10/06/2006 | 1     | 2:04  | Las Vegas, Nevada           |                                     |
| Vitória | 8–2    | Buck Meredith     | Decisão (unânime)                     | Raze MMA: Fight Night                    | 29/04/2006 | 3     | 5:00  | San Diego, California       |                                     |
| Vitória | 7–2    | Marcus Sursa      | Nocaute Técnico (socos)               | World Extreme Fighting                   | 01/04/2006 | 1     | 3:48  | Las Vegas, Nevada           |                                     |
| Vitória | 6–2    | Ron Fields        | Nocaute Técnico (slam)                | Titan Fighting Championship 1            | 11/03/2006 | 1     | 0:37  | Kansas City, Kansas         |                                     |
| Vitória | 5–2    | David Frank       | Finalização (socos)                   | XFL: EK 19: Battle at the Brady 3        | 18/02/2006 | 2     | 1:37  | Tulsa, Oklahoma             |                                     |
| Vitória | 4–2    | Roger Kimes       | Nocaute (socos)                       | XFL: EK 19: Battle at the Brady 3        | 18/02/2006 | 1     | 1:35  | Tulsa, Oklahoma             |                                     |
| Vitória | 3–2    | Travis Fowler     | Nocaute Técnico (socos)               | XFL: EK 19: Battle at the Brady 3        | 18/02/2006 | 1     | 1:01  | Tulsa, Oklahoma             |                                     |
| Derrota | 2–2    | Marvin Eastman    | Decisão (unânime)                     | World Extreme Fighting 16                | 24/10/2005 | 5     | 5:00  | Enid, Oklahoma              |                                     |
| Derrota | 2–1    | Edwin Aguilar     | Nocaute Técnico (socos)               | WXF: X-Impact World Championships        | 09/07/2005 | 1     | 4:01  | Coreia do Sul               |                                     |
| Vitória | 2–0    | Sergei Trovnikov  | Finalização (chave de braço)          | WXF: X-Impact World Championships        | 09/07/2005 | 1     | 3:37  | Coreia do Sul               |                                     |
| Vitória | 1–0    | Tim Ellis         | Nocaute Técnico (socos)               | Freestyle Fighting Championships 10      | 24/07/2004 | 1     | 1:49  | Tunica, Mississippi         |                                     |